# (612167) 2000 OU69
(612167) 2000 OU69 est un objet transneptunien faisant partie des cubewanos découvert par Marc William Buie.

## Caractéristiques
(612167) 2000 OU69 mesure environ 130 km de diamètre.